# Pachyptilum hennigi
Pachyptilum hennigi är en tvåvingeart som beskrevs av Lindner 1969. Pachyptilum hennigi ingår i släktet Pachyptilum och familjen vapenflugor. Inga underarter finns listade i Catalogue of Life.